# Liapari
Liapari es una isla en las Islas Salomón;  está situada en la Provincia Occidental.

## Geografía
La isla Liapari está ubicada al sureste de la isla Vella Lavella. Hay restos de un EE. UU. Navy-built road.